# کییچیرو نونو
کییچیرو نونو (انگلیسی: Keiichiro Nuno؛ زادهٔ ۲۱ دسامبر ۱۹۶۰) بازیکن فوتبال اهل ژاپن است.